# Апамеја (Фригија)
Апамеја (грч. Ἀπάμεια) позната и као Апамеја Кивотос (грч. Ἀπάμεια κιβωτός) је била антички град у Фригији у Малој Азији. Апамеју је у 3. веку п. н. е. основао Антиох I Сотер, владар Селеукидског краљевства. Град је настао измештањем оближњег града Келене (грч. Κελαιναί, лат. Celænæ) у ниже пределе. Данас су видљиве рушевине града веома ретке пошто се налазио на трусном подручју са веома честим земљотресима.

## Географија
Град се налазио у Фригији у Малој Азији. Био је смештен у равници међу планинским венцем Султан планина (тур. Sultandağ). У близини се налазило ушће реке Марсијас (данас позната као Чине Чаји, тур. Çine Çayı) у реку Меандер (данас позната као Велики Мендерес тур. Büyük Menderes). На простору некадашње Апамеје данас се налази град Динар.
Апамеја је саграђена у подножју планинског ланца Султан планина, а на истоку је била одвојена реком Меандер у коју су се уливале 4 реке у близини. Река Марсијас је текла испод утврђења и пролазила кроз центар града. Земљиште у околини града је било веома плодно са великим бројем извора који су омогућавали развијену земљорадњу и производњу стоке.
У залеђини Апамеје, на брдима је остало утврђење града Келене. Сама Апамеја се налазила на стратешки важној раскрсници путева који су повезивали Фригију и Памфилију са Лидијом и Јонијом. Град је контролисао пут на исток, од низијског приморја до висоравни централне Анатолије.
Током владавине Римске државе на овим просторима, град је био важно трговачко седиште и контролисао је трговину на великој површини. Територија коју је контролисао је на север долазила до Сагалососа и језера Анана и Асканија (данас језеро Изник), на југу до града Санаус (грч. Σαναός, лат. Sanaus) и на истоку до градова Метрополис (грч. Μητρόπολις) и Еуфорбион. На западу је конролисао градове Еуменија (лат. Eumeneia), Лунда (лат. Lunda) и Мотела (лат. Motella) као и Хиргалеја (лат. Hyrgaleia).

## Име
Антички писци спомињу град под три имена: Келене, Апамеја и Кивотос. Име Келене се односи на град који је претходно постојао у близини, међутим писци и песници су и после оснивања новог града често настављали да користе старо име. Ово име се користило за Апамеју углавном током 2. века п. н. е. Херодот помиње град под називом Келене, сматрајући да назив града представља грчку реч насталу од речи celaenos која означава мрак. Међутим реч је другачије записивана на пронађеним новчићима који су носили натпис Зевс Келенски.

Постоји и мишљење да је назив грчки превод Хетитског назива града Kuwaliya које је означавало мрак, и да су два града шредстављала географски идентичан појам. Ово мишљење није добило ширу подршку.
Страбон сматра да име потиче од Келеноса (грч. Κελαινός), сина Посејдона и Келено. Име Келене је пронађено и на надгробној плочи из средине 3. века п. н. е.
Када је Антиох I Сотер основао нов град, назвао га је Апамеја, по својој мајци Апами. Име Апамеја се користило на новцу, у званичним документима и у византијским записима.
Каснији натписи из самог града и околине, као и са новца спомињу град као Апамеја (лат. Apamea, Apameus). Често се уз назив града налазио и описни придев, нпр. Апамеја Фригијска. Помиње се и као Апамеја на Меандеру. Страбон, Плиније и Птолемеј помињу град под називом Апамеја Киботус (лат. Apamea Kibotus).
На римском новцу из периода када је владао Хадријан се налази натпис „ΚΙΒΩΤΟΙ“ заједно са сликама две, три или пет барки. Из каснијег периода (крај 2. века или почетак 3. века) потиче слика мушкарца и жене поред правоугаоне барке која носи име ‘ΝΩΕ’ (Ноје). Име Киботус се интерпретира на различите начине, међутим неки од њих немају широку научну подршку. Постоји мишљење да то никада није било право име града. Најзаступљенија је теорија да ово име потиче због градских трговачких активности или због Јевреја који су живели у граду и њиховог веровања у Нојеву барку. У локалној традицији постоји веровање да је једна од оближњих планина у ствари библијска планина Арарат на коју се Ноје искрцао после потопа.

## Становништво
Апамеју су основали Грци, што се види из грчког натписа који је настао за време владавине Еумена II (197-158 пре нове ере). Међутим становништво Келене је било веома разноврсно. Град су насељавали Фригијци, Персијанци и Грци. Персијанци су се доселили у Келену у периоду када је он био под влашћу Персијског царства (Ахеменидско краљевство), док се према неким изворима велики број Грка доселио у град за време владавине Антигона I Монофталмоса (320-301. п. н. е.).
Након оснивања Апамеје, град је имао још рановрснији састав становништва. На једном запису из 3. века п. н. е. Галатијац наводи Апамеју као свој родни град. Други записи наводе да су у граду живели Персијанци, као и староседелачки народи.
За време римске владавине град је био организован по улицама од којих су неке носиле имена професија или заната. Апамеја је била настањена и јеврејском заједницом. За време римске владавине град је био насељен и богат. Када је римски конзул Луцијус Валеријус Флакус (лат. Lucius Valerius Flaccus) конфисковао новац, Јевреји су се скупили да пошаљу новац у Јерусалим. Количина коју су скупили Јевреји из Апамеје је била највећа. Вероватно је већина Јевреја у провинцији живела у Апамеји.